# Luis Díaz (Sänger)
Luis Díaz (* 10. Oktober 1942 in Ciego de Ávila) ist ein kubanischer Son-Sänger und Komponist.
Díaz begann 1958 seine professionelle Laufbahn als Sänger beim Conjuncto Parrada Guajira und trat schon bald als Solist in Kuba und international auf. Berühmt wurde er in Kuba mit dem Song La Caringa, der bis zur Gegenwart populär geblieben ist. Beim Folk-Festival in Bulgarien erhielt er die Goldmedaille in der Kategorie bester Solist. Mit seiner Gruppe Luis Diaz y Los 5 Del Son gab er beim Festival Son Cuba 2006 mehr als dreißig Konzerte in neuen europäischen Ländern. Auf dem Album Montuneado sang Díaz, begleitet von seiner Gruppe, neben Son-Musik auch Boleros, darunter auch eigene Kompositionen.